# Zondoma
Zondoma ist eine Provinz in der Region Nord im westafrikanischen Staat Burkina Faso mit 202.638 Einwohnern auf 1759 km².

## Departements
Die Provinz wird in die folgenden fünf Departements unterteilt:
- Bassi
- Boussou
- Gourcy
- Tougo
- Léba